# Vochysia mapirensis
Vochysia mapirensis är en tvåhjärtbladig växtart som beskrevs av Henry Hurd Rusby. Vochysia mapirensis ingår i släktet Vochysia och familjen Vochysiaceae. Inga underarter finns listade i Catalogue of Life.